# Verebics János
Verebics János (Győr, 1958. december 27. –) jogász, az ELTE Gazdaságtudományi Karának  nyugállományú egyetemi docense, a Kar kommunikációs vezetője.    

## Élete
Az ELTE Állam- és Jogtudományi Karán szerzett doktori fokozatot. A nyolcvanas évek derekán egy évtizedre elhagyta a jogászi pályát: szabadfoglalkozású rajzolóként számos képregényt készített (többek között a népszerű Bucó, Szetti, Tacsi képregények négy füzetét is), grafikusként és újságíróként az MTI, a Magyar Rádió, az Igaz Szó, a Képes Újság, majd a Népszava Kiadó szórakoztató kiadványa, a Mi Világunk munkatársa volt. Ebben az időben - írói álnevek alatt - több regénye is megjelent. Munkásságának erre a korszakára 2011-ben indult, 2024 elején már több, mint kétszáznegyvenezer látogató által felkeresett blogján tekint vissza. A képregény iránti érdeklődését máig megőrizte, rendszeresen publikál e témakörben. 
Gyakorló jogászként 1997-től dolgozott újra eredeti szakmájában. 1998-tól fordult érdeklődése az új technológiák jogi kérdései felé. 1999-től az ELTE ÁJK doktori iskolájának hallgatója, ahol 2004-ben szerzett summa cum laude minősítéssel tudományos (PhD) fokozatot. A magyar elektronikus jog egyik úttörője, az elektronikus kereskedelemre és elektronikus ügyintézésre vonatkozó kezdeti szabályozási munkák egyik meghatározó egyénisége. 1999-től az MTA Információs Társadalom Joga kutatócsoportjának tagja, 2003-ban az Igazságügyi Minisztérium Elektronikus Cégeljárás munkacsoportjának vezetője, 2003 és 2007 között a Miniszterelnöki Hivatal munkatársa, kormány-főtanácsadó.
2016 és 2020 között részt vett a Sárközy Tamás professzor által vezetett, a magyar polgári jog 1945 utáni történetével foglalkozó jogtudományi kutatásokban, sajtó alá rendezte, és bevezető tanulmánnyal közreadta az 1959-es Polgári Törvénykönyv előkészítésének szakmai anyagait, megírta a magyar szerződési jog fejlődését 1945 és 1981 között feldolgozó nagymonográfiáját. A korszak több kiváló jogtudósának – Világhy Miklós, Eörsi Gyula, Sárándi Imre – átfogó életpálya-tanulmányokban dolgozta fel. 
2002-től a BME Vállalati jogi, majd Üzleti jogi tanszékének munkatársa, 2007-től egyetemi docens. 2017 szeptemberében az Eötvös Loránd Tudományegyetem újonnan alapított Gazdálkodástudományi Intézetének (ma: ELTE Gazdaságtudományi Kar) és a kecskeméti Neumann János Egyetem docense.
65. születésnapját betöltve 2023. decemberében visszavonult az oktatástól. Könyveinek, tudományos publikációinak száma átlépte a százat. Több szakmai és jogi szervezetben töltött be hosszabb időn át vezető pozíciót.
1981 óta nős, felesége Siklósi Erika (1958) tanár, író.

## Művei
- A tér, a szabadság és a normák - Jogtudomány, bűnözés/Emberi jogok (1998) Online elérhetőség
- Elektronikus gazdasági kapcsolatok joga HVG-Orac (2001)
- Az európai magánjog fejlődésének főbb irányai - A jogegységesítés útjai és újabb állomásai, Miniszterelnöki Hivatal (2004), ISBN 9639284874[5]
- A rendszerváltozás gazdasági joga - Az elektronikus kereskedelem jogának fejlődése (149-192. oldal) (2005)
- Az elektronikus aláírásra, elektronikus kereskedelemre vonatkozó törvények magyarázata[6] HVG-Orac (2006), ISBN 9637490302[7]
- Magyar versenyjog[8] HVG-Orac Kft. (2012) ISBN 9789632581439[9]
- Kötelmek, szerződések joga az új Ptk.-ban, HVG-Orac Kiadó (2014), ISBN 978 963 258 223 8[10]
- Visszaélés a joggal : Megkésett recenzió Sárándi Imre könyvéről
- Üzleti jog az új polgári törvénykönyv után,[11] Baccalaureus Scientiae sorozat, Typotex Kft. (2014) ISBN 978-963-2793-85-6[12]
- E-jog,[13] HVG-Orac Kft. (2012) ISBN 978 963 258 165 1[14]
- Gazdaságirányítás, polgári jogi kodifikáció, vállalati szerződések. Adalékok a magyar gazdasági jog 1945-1981 közötti fejlődéstörténetéhez, Magyar Közlöny Lap-és Könyvkiadó Kft., 2018, ISBN 978-615-5710-60-5
- Eörsi Gyula emlékkönyv, Magyar Közlöny Lap-és Könyvkiadó Kft., 2018, ISBN 978-615-5710-33-9
- „És még mi adtunk magának Kossuth-díjat” – Sárközy Tamás és az 1988-as Társasági törvény születése, Gazdaság és Jog, 2020[15]

### Képregények
- Mata Hari (Néphadsereg, 1985)[16]
- A szív parancsára (Igaz Szó, 1986. január)
- Bucó, Szetti, Tacsi – Budavári kaland (1986)
- Bucó, Szetti, Tacsi a Forma 1-es autóversenyen (1986)
- Bucó, Szetti, Tacsi újabb kalandjai a repülőversenyen (1986)
- A kis sárkány
- Hadifurfangok
- Francia négyes
- A kardforgató
- Az éjszakai hölgy, avagy a kolostor szépe

### Illusztrációk
- Weöres Sándor: Kutyatár (1987)
- C. Wreen: Az álarcos fantom (1988, 2010)
- Nemere István: A Titán-terv (1989)

### Lynn Martin néven
- Halál Bermudán (1990)
- Az Arizona-kommandó (1990)
- Átok a Galaxison (1990)

## Elismerései
- A Magyar Érdemrend lovagkeresztje (2017)[17]